# Ekaltadeta
O Ekaltadeta, também chamado de "canguru assassino", foi uma espécie pré-histórica de rato-canguru que habitou a Austrália no Cenozoico.
O Ekaltadeta é caracterizado pelos dentes afiados, o que sugere modo de alimentação carnívoro, ou, no mínimo, onívoro.